# Tío Moncho
Tío Moncho är en ort i Mexiko.   Den ligger i kommunen Comalcalco och delstaten Tabasco, i den sydöstra delen av landet, 600 km öster om huvudstaden Mexico City. Tío Moncho ligger 6 meter över havet och antalet invånare är 224.
Terrängen runt Tío Moncho är mycket platt. Runt Tío Moncho är det ganska tätbefolkat, med 179 invånare per kvadratkilometer. Närmaste större samhälle är Comalcalco, 14,8 km sydost om Tío Moncho. Trakten runt Tío Moncho består till största delen av jordbruksmark.